# ダウェイ空港
ダウェイ空港（英: Dawei Airport）はミャンマー連邦共和国南部タニンダーリ地方域ダウェイにある地方空港。以前はタヴォイ空港の名で知られた。 ダウェー空港とも記述される。(IATA: TVY, ICAO: VYDW)。

## 概要
ダウェイ空港の滑走路は全長2,135m、全幅30m。ダウェイ市街にあり、近くには開発中のダウェイ港、ダウェイ工業団地（経済特別区）がある。

## 就航路線
| 航空会社       | 就航地                         |
| -------------- | ------------------------------ |
| ミャンマー航空 | モーラミャイン、ベイ、ヤンゴン |
| バガン航空     | コートーン、ヤンゴン           |